# Valdemora (Soria)
Valdemora es un despoblado de la provincia de Soria, partido judicial de Soria ,  Comunidad Autónoma de Castilla y León, España. Es una granja del municipio de Escobosa de Almazán, de la comarca de Almazán.

## Historia
A la caída del Antiguo Régimen la localidad se constituye en municipio constitucional, conocido entocces como Escobosa y Granja de Valdemora en la región de Castilla la Vieja que en el censo de 1842 contaba con 31 hogares y 112 vecinos.

## Patrimonio
- Iglesia de Santa Catalina, gótica en ruinas.